# Elvandro Burity
Elvandro de Azevedo Burity (Rio de Janeiro, 26 de setembro de 1940) é um escritor e poeta brasileiro. Em 11 de novembro de 1970 iniciado na Loja Maçônica Visconde do Rio Branco nº0402 jurisdicionada ao Grande Oriente do Brasil  Em 5 de junho de 2021 Elevado a Grande Inspetor Geral Supremo Conselho do Brasil do Grau 33 para o Rito Escocês Antigo e Aceito, localizado em São Cristóvão (bairro do Rio de Janeiro – Rio de Janeiro. Elvandro Burity nasceu no bairro de Quintino Bocaiúva, subúrbio do Rio de Janeiro. Residiu na cidade de Barrow-in-Furness, em Inglaterra, entre março de 1971 a junho de 1974. Aposentado pelo Ministério da Marinha escreveu o primeiro livro em 1987: A Dinâmica dos Trabalhos. A primeira obra de poesias foi O Desafio de Versejar… Viajando pela Imaginação, publicada em 2006. Em 2012 lançou no Salão do Livro em Paris Rien que des Aldravias. Utiliza o lançamento de seus livros para promover campanha filantrópica.
Seus escritos pela expressão peculiar, além do Brasil, são lidos em outros países, entre os quais: Estados Unidos, Alemanha e Japão etc 
Doutor Honoris Causa - em reconhecimento a sua produção univérsica filósofo/literária de repercussões internacionais, 9 de outubro de 2010 pela Academia de Letras do Brasil 
Doutor Honoris Causa - em reconhecimento a sua produção científica, histórica, univérsica e literária de repercussões internaionais, 12 de novembro de 2012 pela Academia de Letras, Artes e Ciências Brasil
Doutor Honoris Causa - por seu extraordinário serviço prestado a Capelania no Brasil contribuindo para a construção integral do ser humano conduzindo ao caminho da excelência a comunidade, 31 de janeiro de 2015 pela Ordem dos Capelães do Brasil
Cadeira nº 3 da Academia de Letras do Estado do Rio de Janeiro, patronímica de Carlos de Laet, Patrono da Cadeira nº 36 da Academia de Letras e Artes de Plácido de Castro
Membro da Internacional Writers Association (IWA) 

## Obras do autor
- A Dinâmica dos Trabalhos (1987)[17][18]
- EU, poetificando…[19][20][21][22]
- EU, poetificando... (2ª edição virtual)[23][24]
- Pequeno Dicionário Prático Maçônico (Edição Virtual) [25]
- Maçons do Passado (Edição Virtual) [25][26] [27]
- Só Poetrix (2008) (Edição Virtual) [28][29]
- Marujo? Sim. Com Muito Orgulho![25][30][31][32]
- Uma Conversa Diferente[33][34]
- Achegas de Algumas Lojas… (Edição Virtual) [[25]
- Na Trilha do Social…[35]
- Mestre Instalado - Um Pequeno Ensaio… (Edição Virtual) [25][36]
- O Príncipe dos Jornalistas - Pequena Antologia de Carlos de Laet[37]
- Datas Cívicas e Festivas[25]
- Cronologia Maçônica (Edição Virtual) [25][38]
- Gotas Poéticas[39][40]
- Pequeno Glossário Maçônico… (Edição Virtual)[25]
- Além do Templo e das Paixões…(Edição Virtual) [25][41]
- É Preciso Saber Viver…[34]
- Ao Secretário de uma Loja… Alguns Procedimentos [25]
- Companheiro Maçom (Edição Virtual) [25][42]
- Coletânea para um Mestre Maçom (Edição Virtual) [25][43]
- Ao Orador de uma Loja (Edição Virtual) [25]
- Loja Maçônica 100 anos de Glórias[44][25]
- Em Loja! (Edição Virtual) [25]
- 30 anos de Trabalhos à Perfeição (Edição Virtual) [25]
- Contos e Fatos
- Fatos e Reflexões [45]
- Ecos do Centenário [44][25]
- Caminhos do Ontem
- Revivendo o Passado… (2003)[22][46][47]
- Dito e Feito (2005)[22][48]
- O Desafio de Versejar… Viajando pela Imaginação… (2006)[49]
- Somente Aldravias [50][51]
- Rien que des Aldravias [7][52][53][54][55][56][57][58][59][60][61][62][63][64]
- Expressões da Alma (2013) [65]
- Novos Rumos (2014) [66][67][68]
- Simples... Mas Complicado... (2015) [69]
- Rotas da Liberdade (2017) [70][71][72] [73]
- Jornada em Retalhos - Crônicas, Aldravias e Poesias (2020) [74] [75]

### Participações
- Caderno Literário Pragmatha - Edição 50 - página 37 [76][77]
- Eles pintam, Eles pensam! - Literarte -1a. edição - Feira do Livro em Frankfurt - página 34/39
- Publicou poesias no livro - LUMENS EM PROSA E VERSO - página 78. Vários autores. Academia de Letras do Brasil - Mariana - ISBN 978-85-89269-49-0 [78]
- Publicou artigo no livro República do Texto,[79] comemorativo dos 100.000 cliques no Portal Mhário Lincoln do Brasil, bem como no livro Planeta em Versos.[80][81][82]
- Sala Virtual de Autógrafos - Portal Mhário Lincoln do Brasil - (2006)[83]

## Antologias

### No Brasil
- 1ª Antologia em Verso e Prosa[84]
- Círculo Literário do Departamento Cultural do Clube Naval - Antologia em Verso e Prosa - [2019] e [2020] - [Rio de Janeiro] [85]
- Academia de Letras e Artes de Paranapuã (ALAP)[86]
- Academia de Letras do Estado do Rio de Janeiro (ACLERJ)[87]
- Federação das Academias de Letras e Artes do Estado do Rio de Janeiro (FALARJ)[88]
- O Melhor da Bienal - 2009 by org Sérgio Gerônimo - ISBN 978-85-98285-76-4 - Associação Profissional, de Poetas no Rio de Janeiro

### No estrangeiro
- 1ª Antologia de Poetas Lusófonos[89][90][91]

## Prémios

### No Brasil
- Prêmio Literarte 2014 (Associação Internacional de Escritores e Artistas) [92][93] [94]
- Barbosa Lima de Jornalismo - Assembléia Legislativa do Estado do Rio de Janeiro (ALERJ)[95][96][97]
- Medalha de Ouro – II Concurso Crônicas - Academia Pan-americana de Letras e Artes (APALA)
- Menção Honrosa - Concurso Flores da Poesia - Academia Nacional de Letras e Artes (ANLA)
- Medalha de Prata - III Concurso Literário ALFABARRA CLUBE "Newton Moura Júnior" - Categoria Crônica - Alfabarra Clube e Academia de Letras do Estado do Rio de Janeiro
- Medalha de Bronze - Concurso Relâmpago Academia de Letras e Artes de Paranapuã (ALAP)[98]

### No estrangeiro
- Diploma de Honra ao Mérito da Casa-Museu Maria da Fontinha, em Portugal (2005)[99]

## Títulos de cidadania
- Cidadão Mesquitense outorgado pela Câmara Municipal de Mesquita em (21 de maio) de (2014)[100]
- Cidadão Benemérito do Estado do Rio de Janeiro outorgado pela Assembléia Legislativa do Estado do Rio de Janeiro (ALERJ) (2003)[101][102]
- Cidadão Benemérito do Município do Rio de Janeiro outorgado pela Câmara Municipal do Rio de Janeiro (CMRJ) (2002)[103][104]
- Cidadão Honorário de Nilópolis outorgado pela Câmara Municipal de Nilópolisem (21 de agosto) de (2006)
- Cidadão Benemérito de São João de Meriti pela Câmara Municipal de São João de Meriti (Decreto Legislativo nº768) de (10 de outubro) de (2006)
- Cidadão Queimadense outorgado pela Câmara Municipal de Queimados (Decreto Legislativo nº175) de (2005)[105]
- Cidadão Belforroxense outorgado pela Câmara Municipal de Belford Roxo em (20 de setembro) de (2004)

## Condecorações

### Militares

#### No Brasil
- Medalha Tributo à Batalha de Montese 12 de setembro de 2013 - Exército Brasileiro - Rio de Janeiro
- Medalha Barão de Capanema, Batalhão Escola de Comunicações - "Batalhão Barão de Capanema", 28 de março de 2008 -  Exército Brasileiro - Rio de Janeiro
- Medalha Tributo Naval, Associação de Oficiais da Marinha, 27 de março de 2008, Rio de Janeiro
- Medalha Internacional dos Veteranos das Nações Unidas e Estados Americanos, Associação Internacional dos Veteranos das Nações Unidas e Estados Americanos, 15 de outubro de 2007, Rio de Janeiro
- Medalha Missão da Paz, Associação dos Integrantes do Batalhão de Suez, 25 de outubro,2005, Rio de Janeiro
- Medalha Sangue de Heróis, Associação dos Ex-Combatentes do Brasil - Seção Nova Iguaçu, 14 de maio de 2004 [106]
- Medalha Jubileu de Ouro, Associação dos Ex-Combatentes do Brasil - Seção Rio de Janeiro, 11 de dezembro de 2003 [107]
- Medalha do Mérito do Ex-Combatente do Brasil, Conselho Nacional da Associação dos Ex-Combatentes do Brasil, 3 de novembro de 2003 [108]
- Medalha da Vitória, Ministério da Defesa, 12 de setembro de 2003 [109]
- Medalha de Mérito Pedro Ernesto, Câmara Municipal do Rio de Janeiro (CMRJ), 26 de abril de 2002 [110][111]
- Medalha Tiradentes, Assembléia Legislativa do Estado do Rio de Janeiro (ALERJ), 22 de agosto de 2002 [112]
- Medalha Avante Bombeiro, Corpo de Bombeiros Militar do Estado do Rio de Janeiro, 26 de novembro de 2001
- Medalha Militar de Prata, Ministério da Marinha, 25 de maio de 1977, Rio de Janeiro
- Medalha Militar de Bronze, Ministério da Marinha,17 de março de 1968, Rio de Janeiro

### Acadêmicas

#### No Brasil
- Mérito Cultural, Histórico e Político, Visconde de Jequitinhonha Francisco Jê Acaiaba de Montezuma Instituto Comnène Palaiologos de Educação e Cultura, 15 de junho de 2021
- Centenário do Início da 1ª Guerra Mundial - Um Tributo aos Defensores da Paz. Conselho Internacional dos Acadêmicos de Ciências, Letras e Artes e Instituto Comnène Palaiologos de Educação e Cultura, 12 de dezembro de 2014.
- Mestre "Paulo Freire" Academia Brasileira de Meio Ambiente, 9 de outubro de 2013
- Major Elza Cansanção Medeiros Academia Brasileira de Meio Ambiente, 30 de julho de 2013, Rio de Janeiro
- Comenda Gonçalves Dias Instituo Histórico Geográfico do Maranhão Universidade Federal do Maranhão, 10 de agosto de 2013
- Mérito Cultural Escritor "Jorge Amado" Instituto Brasileiro de Culturas Internacionais (InBrasCI), 13 de fevereiro de 2012, Rio de Janeiro
- Mérito Marechal Castello Branco [113]
- Mérito Literário Lumens [114][115][116]
- Medalha Comemorativa dos 25 Anos da Academia Brasileira Militar de Farmácia (ABRAFARM)[117]
- Medalha Comemorativa dos 200 Anos da Morte de "Tomás Antônio Gonzaga", Academia Maçônica de Artes, Ciências e Letras do Estado do Rio de Janeiro (AMACLERJ), 20 de agosto de 2010
- Medalha Mérito Cultural "Chico Mendes", Academia Brasileira do Meio Ambiente (ABMA), 20 de junho de 2010
- Medalha de Mérito Ambiental "Raimundo Tosto Filho", Academia Brasileira do Meio Ambiente (ABMA), 10 de outubro de 2007
- Medalha "Capistrano de Abreu", Academia Cearense de Ciências, Letras e Artes do Rio de Janeiro (ACCLARJ), 28 de julho de 2004
- Medalha Mérito "Castro Alves" alusiva a passagem dos 160 anos do nascimento do Poeta Maior - escritor, desenhista, pintor e artista plástico, Academia Maçônica de Artes, Ciências e Letras do Estado do Rio de Janeiro (AMACLERJ) e Ordem do Mérito Pumart de Honra (Pincéis Unidos Movimentam às Artes), 29 de novembro de 2007
- Medalha Mérito Cultural "Dylma Cunha de Oliveira", Academia Pan-Americana de Letras e Artes (APALA), 12 de agosto de 2006

### No estrangeiro
- Comenda Luiz Vaz de Camões do Núcleo de Letras e Artes de Lisboa Lisboa Portugal (2014)
- Insígnia Pablo Neruda da Pontificia Universidad Católica Santiago Chile (2014)
- Grande Médaille d'Or  da Divine Académie Française de Arts Lettres et Culture Paris França (2013)[118]
- Medalha de Prata (Médaille d´Argent) da Société Académique des Arts, Sciences et Lettres de Paris, França (2008)[119][120][121][122]
- Medalha (Medaglia Globale Dei Diritti Umani) Il Comitato dei Diritti Umani Delle ItaliaWeb di Milano, Itália[123][124]

## Ordens honoríficas

### No Brasil
- Oficial da Ordem do Mérito do Conselho Internacional dos Acadêmicos de Ciências, Letras e Artes (CONINTER) – 2016
- Oficial da Ordem do Mérito Policial Militar da Polícia Militar do Estado do Rio de Janeiro (PMERJ) - 2012
- Presidente de Honra da Academia Brasileira de Meio Ambiente (ABMA) - 2012 [125]
- Gran Cruz da Imperial Irmandadade do Mérito Regente D. João VI - 2008
- Grande Oficial da Ordem do Mérito da Legião de Honra dos Cavaleiros Seguidores de Don Gonçalo Mendes da Maia - 2007
- Comendador da Arquiepiscopal Imperial Irmandade de Nossa Senhora das Dores da Polícia Militar do Estado do Rio de Janeiro - 2008 [126]

### No Exterior
- Grand Officier Divine l'Ordre Académique Français des Arts Sciences Lettres et Culture - 2010
- Ambassadeur Divine Académie Française de Arts Letters et Culture- 2012[125]

## Participação em entidades literárias

### No Brasil
- Academia de Ciências, Letras e Artes de Magé (ACLAM) Magé - Rio de Janeiro
- Academia de Letras e Artes Buzianas (ALAB) - Armação dos Búzios - Rio de Janeiro[127][128]
- Academia de Letras e Artes de Fortaleza (ALAF)- Fortaleza - Ceará
- Sociedade Brasileira dos Poetas Aldravianistas - (SBPA) - Mariana - Minas Gerais [129][130]
- Academia de Artes de Cabo Frio (ARTPOP)- Cabo Frio - Rio de Janeiro
- Academia de Letras do Brasil - (ALB) Mariana - Minas Gerais [131]
- Academia de Letras e Artes de Paranapuã (ALAP)- Rio de Janeiro
- Academia de Letras do Estado do Rio de Janeiro (ACLERJ) - Cadeira nº 3, patronímica de Carlos de Laet[12]
- Academia Brasileira de Meio Ambiente (ABMA) - Rio de Janeiro
- Academia Pan-americana de Letras e Artes (APALA) - Rio de Janeiro [132]
- Academia Itapirense de Letras e Artes, (AILA)- Itapira - São Paulo
- Instituto Brasileiro de Culturas Internacionas (InBrasCI) - Rio de Janeiro [133]

### No estrangeiro
- Cercle Universel des Ambassadeurs de la Paix - Suisse / France
- Academia de Letras e Artes Lusófona (ACLAL) - Membro Fundador - Além do Rio - Castro Daire - Portugal [134][135]
- Academia de Letras e Artes de Valparaiso (ALAV) Chile [136]